# Daniel Rojas Medellín
José Daniel Rojas Medellín (Bogotá, 14 de noviembre de 1987) es un economista, activista político y político colombiano. Fue director de la Sociedad de Activos Especiales de 2022 a 2024. En julio de 2024 fue designado como Ministro de Educación Nacional en el gobierno de Gustavo Petro.

## Primeros años y estudios
Rojas es hijo único de una pareja bogotana, su padre José Rojas fue conductor por contrato, su madre fue ama de casa. Creció en la localidad de Puente Aranda de la ciudad de Bogotá.
Estudió economía en la Universidad Santo Tomás, inició una maestría en Ciencias Económicas en la Universidad Nacional de Colombia. Según su currículo, Rojas cuenta con conocimientos en formulación de proyectos, investigación y experiencia en implementación y evaluación de políticas públicas poblacionales y seguimiento a políticas macroeconómicas.

## Activismo político
Rojas se vinculó al Polo Democrático Alternativo (PDA), como voluntario, atraído por los debates de control político y de denuncias de parapolítica de Gustavo Petro y Jorge Enrique Robledo en el congreso. Durante sus acercamientos al partido conoció a personas cercanas a Petro como César Moreno y Augusto Rodríguez Ballesteros quienes lo relacionaron con el movimiento Corriente Democrática que entonces buscaba apartarse del PDA. Dicho grupo político se separó finalmente del Polo a finales de 2010, y se convirtió en el movimiento Progresistas que llevaría a la alcaldía a Gustavo Petro en las elecciones de 2011. Rojas participó activamente en la campaña y posteriormente participó como contratista de dicha administración en la subdirección de juventud de la secretaría de integración social del distrito donde trabajó de la mano de David Racero y Jorge Rojas Rodríguez.
Tras culminar la alcaldía de Petro en Bogotá en 2016, este llamó a Daniel Rojas para que junto a Sebastián Caballero, organizara rondas de encuentros juveniles de Petro con estudiantes en diferentes universidades del país donde trataba temas como el cambio climático. Durante esta época Rojas afianzó su relación con Petro al punto que en 2018 fue parte orgánica de su equipo de trabajo. Tras lograr el segundo lugar en la contienda presidencial de 2018, Petro llegó al senado y Rojas fue uno de sus asesores legislativos.
Entre 2021 y 2022 Rojas participó en la campaña presidencial de Petro siendo coordinador programático del programa de gobierno del Pacto Histórico para las elecciones presidenciales de 2022.
En junio de 2022, Rojas fue nombrado por el entonces electo presidente Petro junto Aurora Vergara, Carolina Corcho y Mauricio Lizcano para encabezar el equipo de empalme con el gobierno saliente.

## Director de la SAE

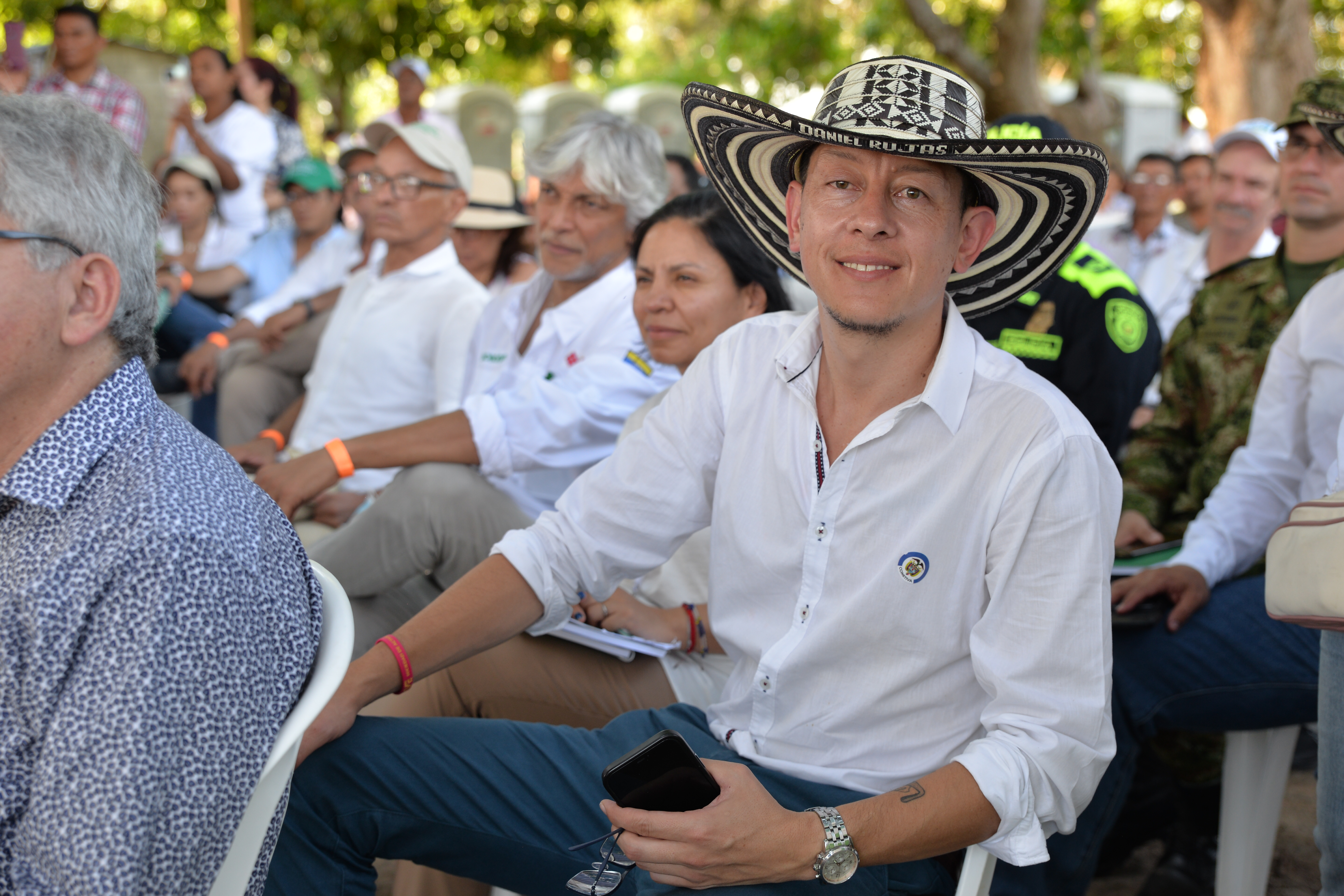
Rojas durante su desempeño como director de la SAE

En septiembre de 2022, a inicios del gobierno de Gustavo Petro, Rojas fue nombrado como director de la Sociedad de Activos Especiales SAE, entidad que se encarga de administrar activos confiscados por las autoridades a grupos delincuenciales. En dicho cargo Rojas se destacó por su labor en la disposición de bienes confiscados, canalizándolos hacia iniciativas de reforma agraria y reparación de víctimas del conflicto.
En 2023 la Procuraduría inicio un proceso de suspensión contra Rojas dentro del contexto de la venta de acciones de la Empresa Triple A, lo que fue calificado por este y aliados políticos como una persecución política en su contra de parte de la procuradora Margarita Cabello. Más tarde la Procuraduría revocó dicha suspensión, aunque dijo que continuaría la investigación disciplinaria.
En febrero de 2024 Rojas fue designado temporalmente como director encargado del Departamento Nacional de Planeación (DNP), tras la renuncia de Jorge Iván González.

## Ministro de Estado
En julio de 2024, tras casi dos años del inicio del gobierno, el presidente Petro reemplazó a varios miembros de su gabinete,  anunciando la designación de Rojas como Ministro de Educación Nacional en reemplazo de Aurora Vergara. Dicha designación causó inmediata controversia en varios sectores conservadores opositores y de la prensa debido a que Rojas como activista había escrito en su cuenta de Twitter insultos hacia varias personalidades políticas y periodistas. También fue criticado por aparentemente, no tener experiencia en el campo de la educación.
Rojas tomó posesión de su cargo el 23 de julio de 2024.
El 25 de febrero de 2025, tras varios meses en el cargo como ministro de Educación, la Facultad de Ciencias Económicas de la Universidad Nacional de Colombia reprobó la sustentación de la tesis de maestría del funcionario, titulada "Pertinencia y efectos de un programa de trabajo garantizado en Colombia".
El jurado calificador argumentó que la tesis presentaba debilidades en términos teóricos y conceptuales, además de considerar insatisfactorias las respuestas del ministro durante la sustentación. Como resultado, la tesis fue rechazada por no cumplir con los estándares de calidad exigidos por la institución, lo que obligó al ministro a reescribir el documento o cambiar el tema de investigación.
Este hecho generó fuertes críticas por parte de la oposición, afectando su imagen como titular de la cartera de Educación en el gobierno de Gustavo Petro.